# Ciampidel 31 (St. Kassian)

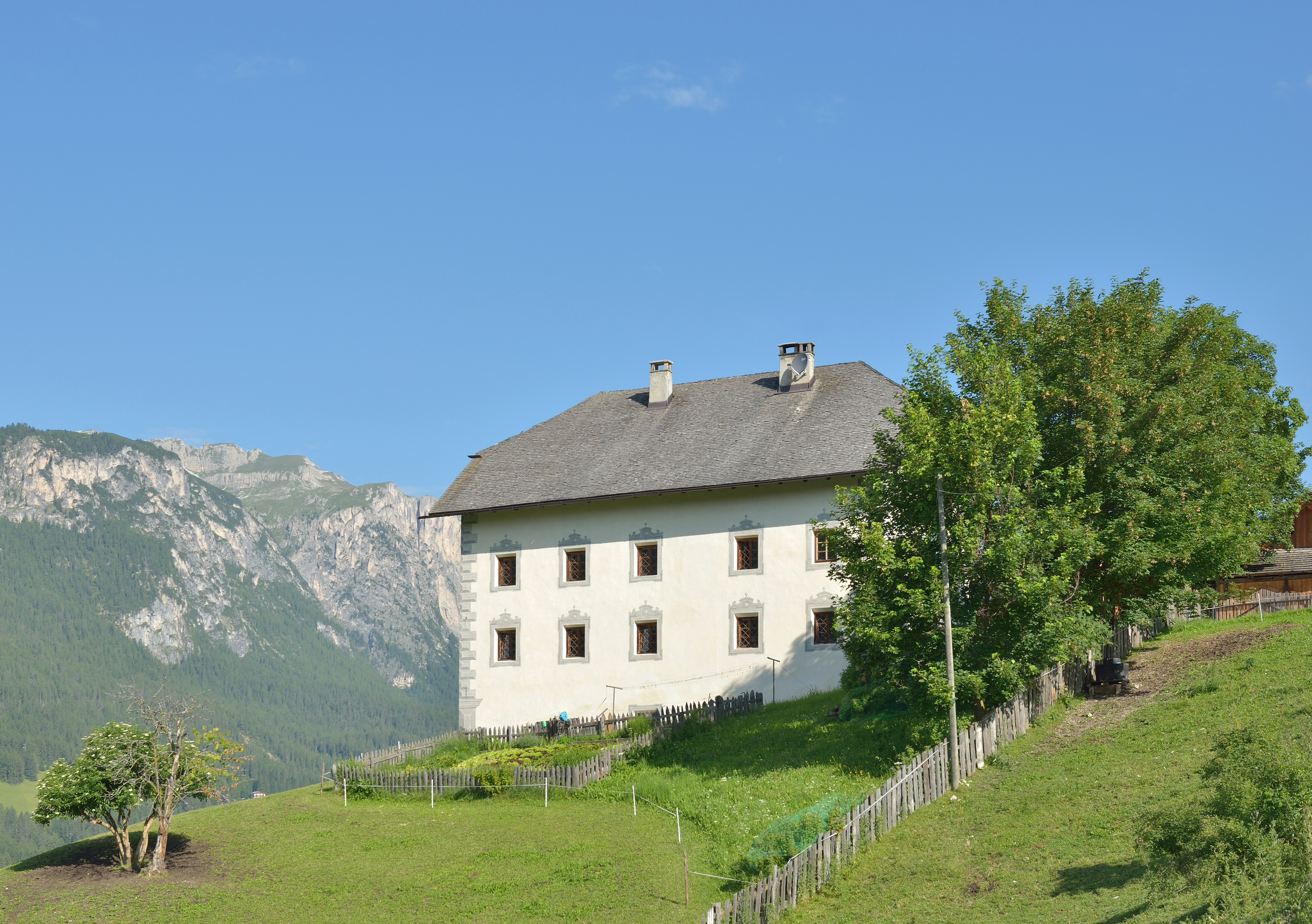
Haus Ciampidel 31 in St. Kassian

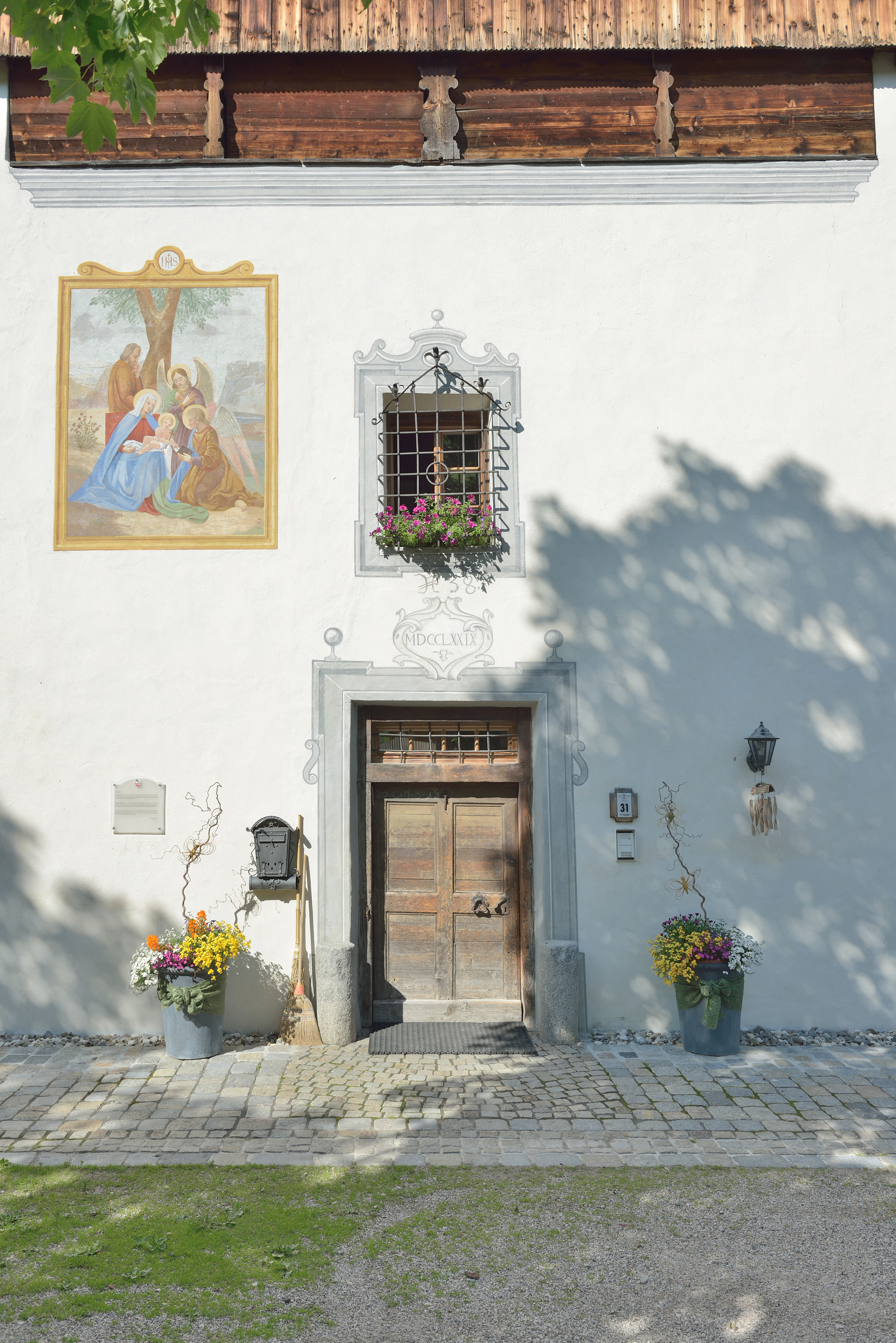
Eingang und Fassadenmalerei

Das Gebäude Ciampidel 31 in St. Kassian, einem Ortsteil der Gemeinde Abtei in Südtirol, ist seit 1988 ein geschütztes Baudenkmal.
Das Wohnhaus ist ein Massivbau mit verbrettertem Giebel an der Bergseite und einem Krüppelwalmdach an der Talseite sowie einem Schindeldach. Die Fenster, die eine gemalte Einfassung besitzen, haben Fensterkörbe. 
Die Stube besitzt ein Leistengetäfel und eine Felderdecke. Das Zimmer ist mit einer Wandvertäfelung und einer Stuckdecke ausgestattet. Im Obergeschoss befindet sich eine Kapelle mit Stuckdecke. 